# Serock
Serock – miasto w Polsce położone w województwie mazowieckim, w powiecie legionowskim, nad Jeziorem Zegrzyńskim, naprzeciw ujścia Bugu do Narwi. Leży ono na pograniczu Kotliny Warszawskiej i Wysoczyzny Ciechanowskiej. Siedziba gminy miejsko-wiejskiej Serock. Odległość od centrum Warszawy wynosi około 40 km.
Był miastem królewskim Korony Królestwa Polskiego. Serociec należał do starostwa zakroczymskiego w 1617 roku.
Według danych z 31 grudnia 2024 r. miasto liczyło 5381 mieszkańców.
W mieście został zachowany średniowieczny układ urbanistyczny z rynkiem i ratuszem w centrum. Dominuje tu zabudowa jednorodzinna i małomiasteczkowa.
Do 1954 r. siedziba gminy Zegrze.

## Położenie
Serock położony jest wzdłuż wysokiego brzegu Narwi. W pasie nadbrzeżnym jeziora, z Serockiem sąsiadują od strony Warszawy Jadwisin i od strony Pułtuska Wierzbica.
Według danych z 1 stycznia 2011 r. powierzchnia miasta wynosiła 13,43 km².
W latach 1975–1998 miasto administracyjnie należało do województwa warszawskiego.

## Historia

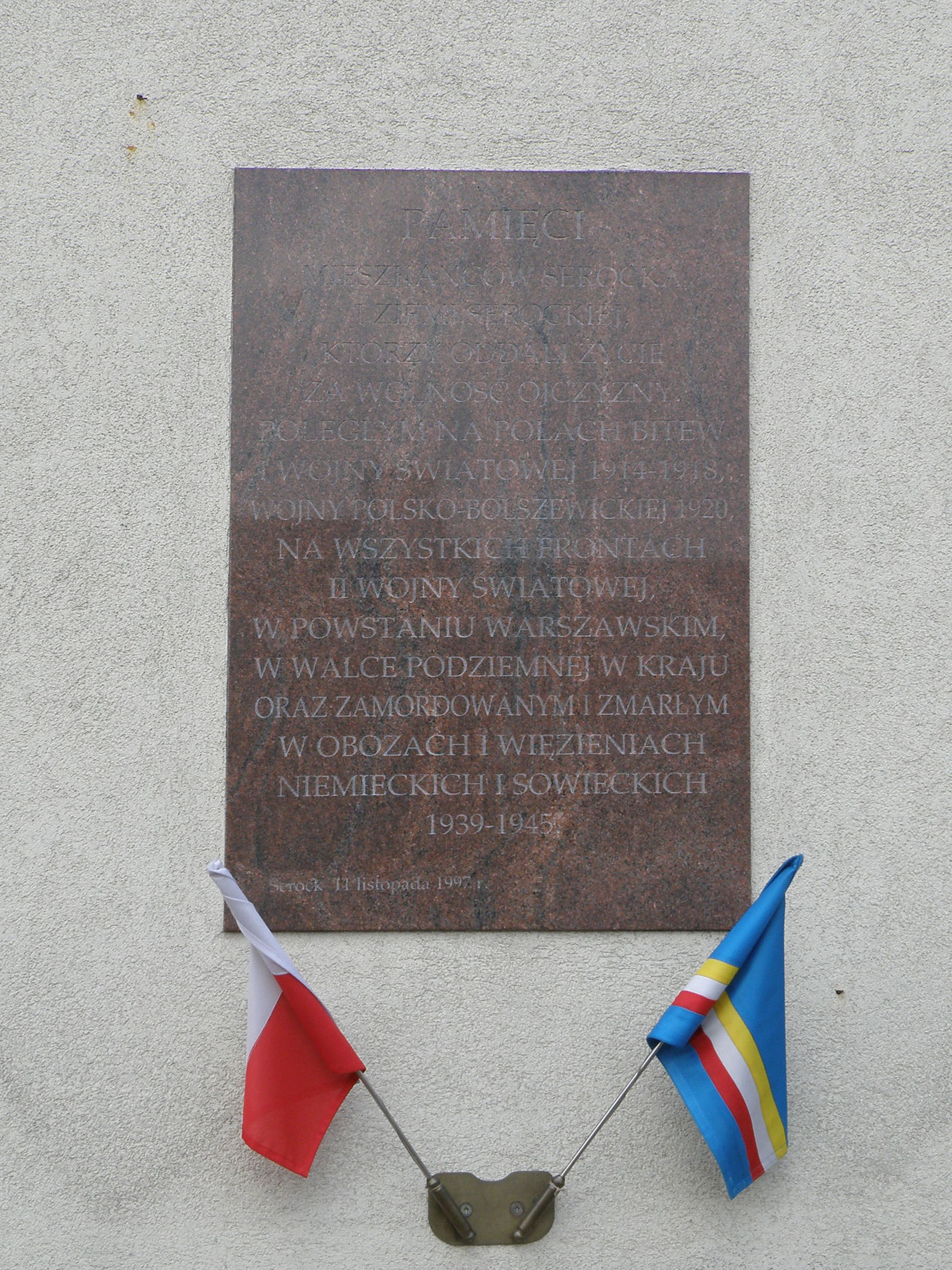
Tablica pamiątkowa na budynku Urzędu Miasta i Gminy Serock (wmurowana 11 listopada 1997 roku)

Pierwsza wzmianka o miejscowości pochodzi z 1065 roku z tzw. falsyfikatu mogileńskiego, czyli dokumentu dla opactwa benedyktynów w Mogilnie (opactwu przekazywano jedną dziewiątą dochodów z grodu i połowę cła z komory celnej na rzece Bug). Miasto położone wówczas było na trasie szlaku handlowego wiodącego z Gdańska i Truso na Ruś. Znajdowało się w nim także podgrodzie targowe.
Serock widniał też w wykazie z lat 1113–1124, gdzie wymieniano go jako jeden z ważniejszych książęcych grodów mazowieckich, w którym funkcjonuje przeprawa przez rzekę z komorą celną.
Serock od 1417 roku posiada prawa miejskie chełmińskie, które nadał mu książę Janusz I. Stanowił on wówczas ośrodek rzemieślniczo-handlowy. Z tego okresu zachował się również układ urbanistyczny w postaci m.in. kwadratowego rynku i późnogotyckiego kościoła parafialnego.
W XV-XVII wieku odbywały się w miejscowości sądy miejskie i grodzkie. Od XVI wieku do 1795 roku Serock był miastem powiatowym. W latach 1655–1660 podczas najazdu szwedzkiego miasto uległo znacznemu zniszczeniu. Od 1795 roku znajdowało się w zaborze pruskim, od 1807 roku weszło w skład Księstwa Warszawskiego, a od 1815 roku znalazło się pod zaborem rosyjskim.
Serock wielokrotnie znajdował się na linii walk stanowiących przedpole Warszawy, m.in. w 1794, 1809 i 1831 r. W 1806 roku z rozkazu Napoleona I w Serocku rozpoczęto wznoszenie fortyfikacji, z których pozostały m.in. wały ziemne. Od 1807 roku stanowił twierdzę. Podczas wojny polsko-austriackiej w 1809 roku stanowiła ona miejsce działań wojsk gen. Józefa Niemojewskiego. Następnie rozbudowywano twierdzę (z inicjatywy marszałka Francji Davouta) do 1811 roku, kiedy to większe znaczenie zyskała twierdza Modlin. W 1831, podczas powstania listopadowego, formowały się w Serocku wojska polskie.
W 1870 roku miejscowość pozbawiono praw miejskich. Ponownie je odzyskał 1 stycznia 1923 roku.
Przy ulicy Pułtuskiej 13 i 15 znajduje się Zajazd Pocztowy Napoleoński zbudowany w stylu klasycystycznym w I połowie XIX wieku. W jego skład wchodzą parterowe zabudowania połączone bramą w kształcie łuku. Zajazd kilka razy przebudowywano, m.in. w II połowie XIX i w XX wieku. Obiekt w 1963 roku i 2000 roku został wpisany do rejestru zabytków.
11 sierpnia 1920 roku, podczas odwrotu wojsk gen. Żeligowskiego, oddziały mu podległe obrabowały plebanię i urząd gminy.
We wrześniu 1939 roku miały tu miejsce walki polsko-niemieckie, natomiast w 1944 roku walki (w końcowej fazie operacji Bagration) o utworzenie przyczółka przez Armię Czerwoną.
5 grudnia 1939 roku Niemcy wysiedlili z miasta ok. 3 tys. osób narodowości żydowskiej. W latach 1940–1944 istniał tu przymusowy obóz pracy, a w 1942 roku getto, gdzie przebywało ok. 2 tys. osób. Część mieszkańców pochodzenia żydowskiego deportowano do getta w Legionowie.
Podczas II wojny światowej Serock leżał w III Rzeszy, granica między III Rzeszą a Generalnym Gubernatorstwem przebiegała wzdłuż Narwi. W listopadzie i grudniu 1944 roku przez Serock przebiegała linia frontu. Niemcy bronili w Serocku przeprawy do Arciechowa przed Armią Czerwoną. Podczas walk o Serock okręty Dnieprzańskiej Flotylli Wojennej prowadziły zmasowany atak wyrzutniami rakietowymi katiuszami. Miasto zostało zajęte 19 października 1944 roku przez oddziały radzieckiej 65 Armii gen. Pawła Batowa, 1 Gwardyjskiego Korpusu Pancernrgo oraz 71 Dywizji Piechoty. Po uchwyceniu przyczółka w rejonie Serocka wojska Armii Czerwonej przeszły do obrony. Z przyczółka działania zaczepne zostały rozpoczęte 14 stycznia 1945 roku przez pomocnicze zgrupowanie uderzeniowe 2 Frontu Białoruskiego, w skład którego wchodziły: 65 Armia, 70 Armia i 1 Gwardyjski Korpus Pancerny. Atak prowadzony był w kierunku Płońska i Bydgoszczy. W wyniku walk Serock został zniszczony w 75%. Po zakończeniu działań wojennych został odbudowany.
1 marca 1945 roku Serock liczył 1968 mieszkańców, ale 1 lipca już 2565 osób. W czasie późniejszym wielu z mieszkańców miasta wyjechało na Ziemie Zachodnie w wyniku czego liczba mieszkańców w listopadzie 1946 roku spadła do 2123 osób.
Do najważniejszych momentów w dziejach miasta należy utworzenie w 1963 roku sztucznego Zalewu Zegrzyńskiego i zbudowanie wokół niego kompleksowej infrastruktury wypoczynkowej. W samym mieście powstały m.in. ośrodek Huty Warszawa, „Chemia” Ministerstwa Przemysłu Chemicznego oraz ośrodek KC PZPR.
W okresie Polski Ludowej powstały też m.in. ośrodek zdrowia, bloki mieszkalne przy ul. Pułtuskiej oraz Nasielskiej, szkoła rolnicza, bank spółdzielczy przy ul. Kościuszki oraz dom handlowy „Wodnik”. 

### Grodzisko Barbarka

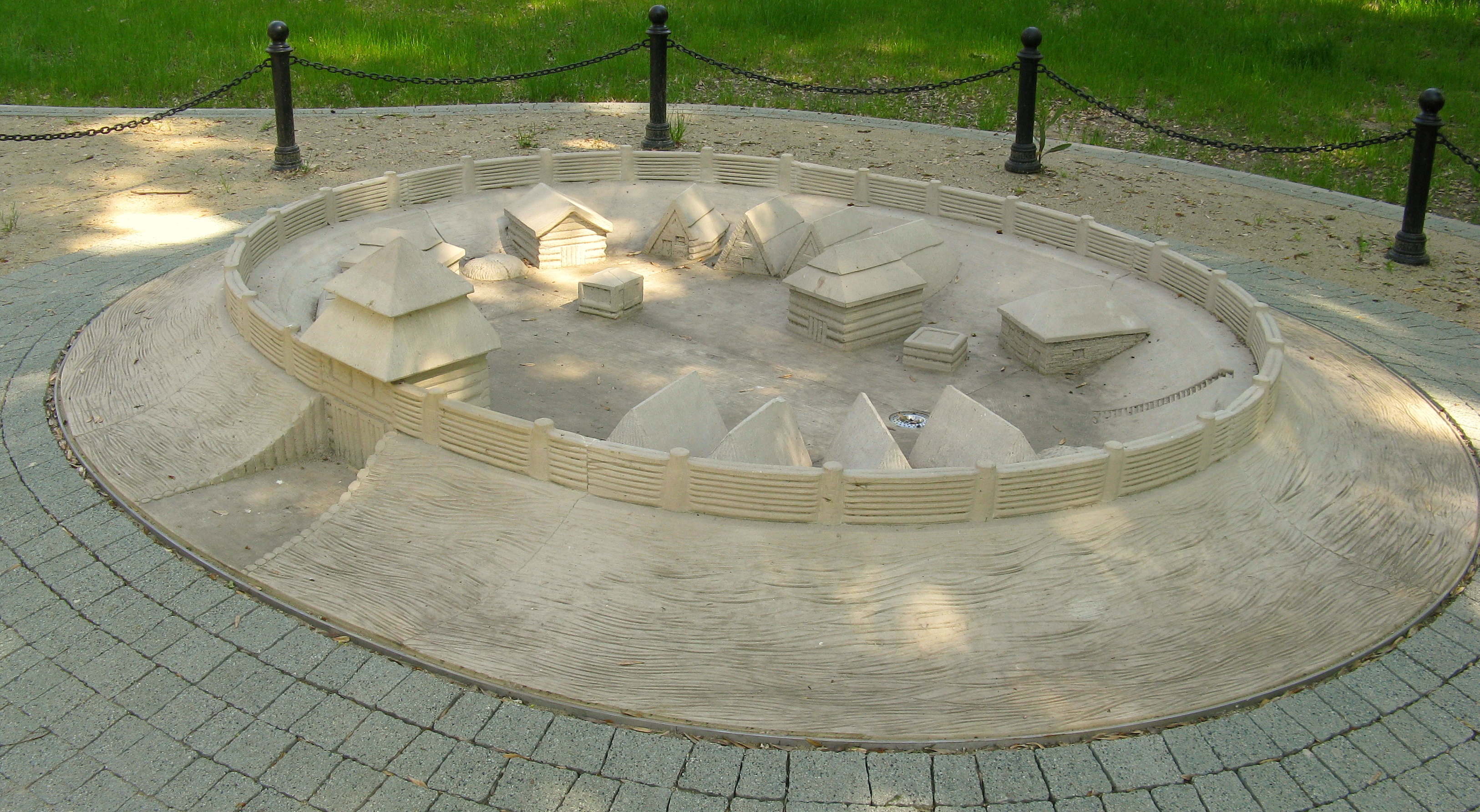
Model grodziska Barbarka

Wczesnośredniowieczne grodzisko zwane Ogrodziskiem lub Barbarką znajduje się na prawym brzegu Narwi, w okolicy ujścia Bugu. Jego rozwój przypadał na XI – XIII wiek. Stanowi ono jedno z najstarszych grodów Mazowsza (Syroczecz).
Grodzisko położone było przy dwóch szlakach handlowych i komunikacyjnych:
- z Rusi przez Nur, Brok, Brańsk do Wielkopolski, Kujaw i Pomorza;
- z południa Polski do Jaćwieży i Prus.

Podczas badań powierzchniowych prowadzonych w 1961 r. przez Zdzisława Rajewskiego znaleziono kawałki ceramiki, polepy i części kości zwierzęcych.
Badania wykopaliskowe prowadzone w latach 1962–1966 przez mgr Barbarę Zawadzką-Antosik wykazały trzy etapy osadnictwa wczesnośredniowiecznego oraz funkcjonowanie człowieka na tych terenach w XIV-XVII wieku. Zlokalizowano także cmentarzysko i jednonawową kaplicę z apsydą.
Na wydobytych wówczas ok. 200 zabytków archeologicznych składały się m.in. fragmenty ceramiki, kości zwierzęce i szczątki ryb. Wykazały one, że mieszkańcy głównie zajmowali się rolnictwem (uprawiano pszenicę, żyto, groch) rybołówstwem, tkactwem i rogownictwem.

## Demografia

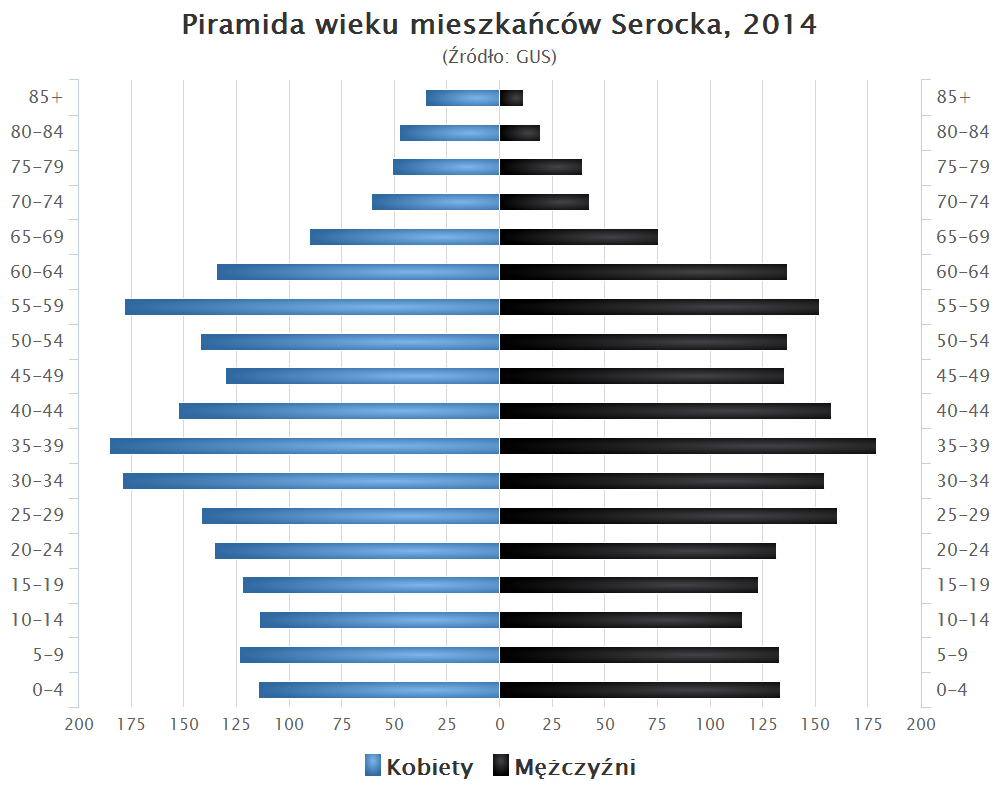
Piramida wieku mieszkańców Serocka w 2014 roku

## Gospodarka

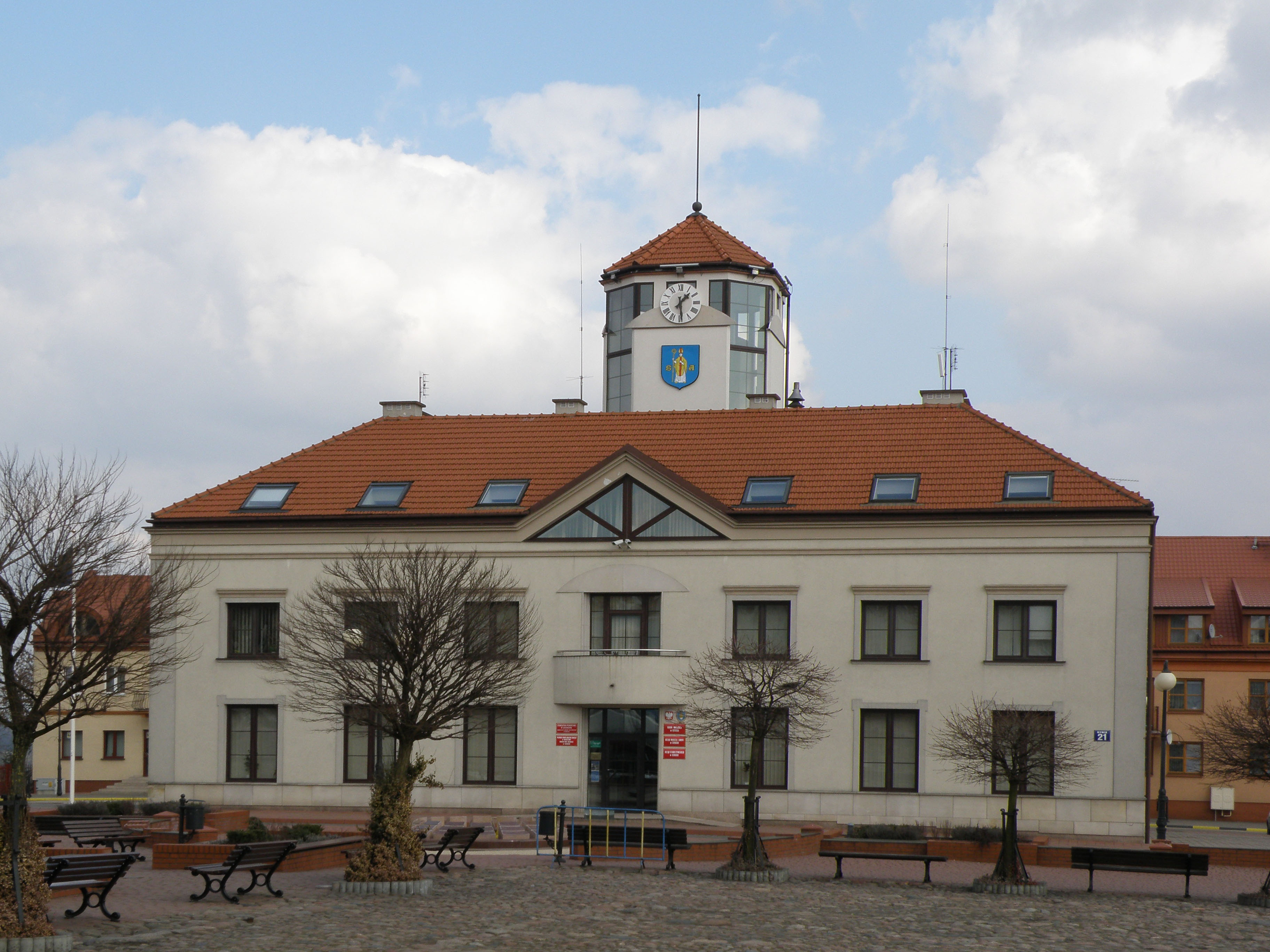
Ratusz w Serocku

W Serocku znajdują się małe zakłady usługowe i produkcyjne. Produkowane są tu głównie wyroby spożywcze, elektrotechniczne, ceramiczne, meblarskie i budowlane. W okolicy miejscowości uprawia się głównie truskawki i warzywa.

## Transport
Serock leży przy drogach krajowych droga krajowa nr 61 i droga krajowa nr 62. Przez Serock nie przebiega linia kolejowa.

## Turystyka
Serock stanowi ośrodek rekreacyjno-wypoczynkowy. Zlokalizowane są w nim ośrodki wczasowe i konferencyjno-szkoleniowe. Znajduje się tu także przystań żeglugi pasażerskiej. Zorganizowano tu liczne trasy spacerowe, m.in. trakt źródlany i wąwóz przy górze Barbarki. Przez miejscowość przebiega również turystyczny szlak pieszy z Dębego. W wyniku spiętrzenia wód Bugu i Narwi w Serocku powstały warunki do uprawiania sportów wodnych i wędkarstwa. Znajduje się tu ok. 4500 działek rekreacyjno-letniskowych.
Miejscowość stanowi także ośrodek kultury i sportu. Organizowanych jest w niej wiele imprez kulturalnych, m.in. Międzynarodowy Przegląd Folklorystyczny Kupalnocka (m.in. występowały zespoły z Tajwanu, Rosji, Litwy, Bułgarii, Chile, Rumunii, Słowacji, Szwecji, Grecji, Egiptu, Włoch, Francji, Turcji, Kanady, Chorwacji i Holandii) oraz Serockie Lato Muz (m.in. koncerty wokalno-instrumentalne na górze Barbarki).

## Kościół Zwiastowania Najświętszej Maryi Panny

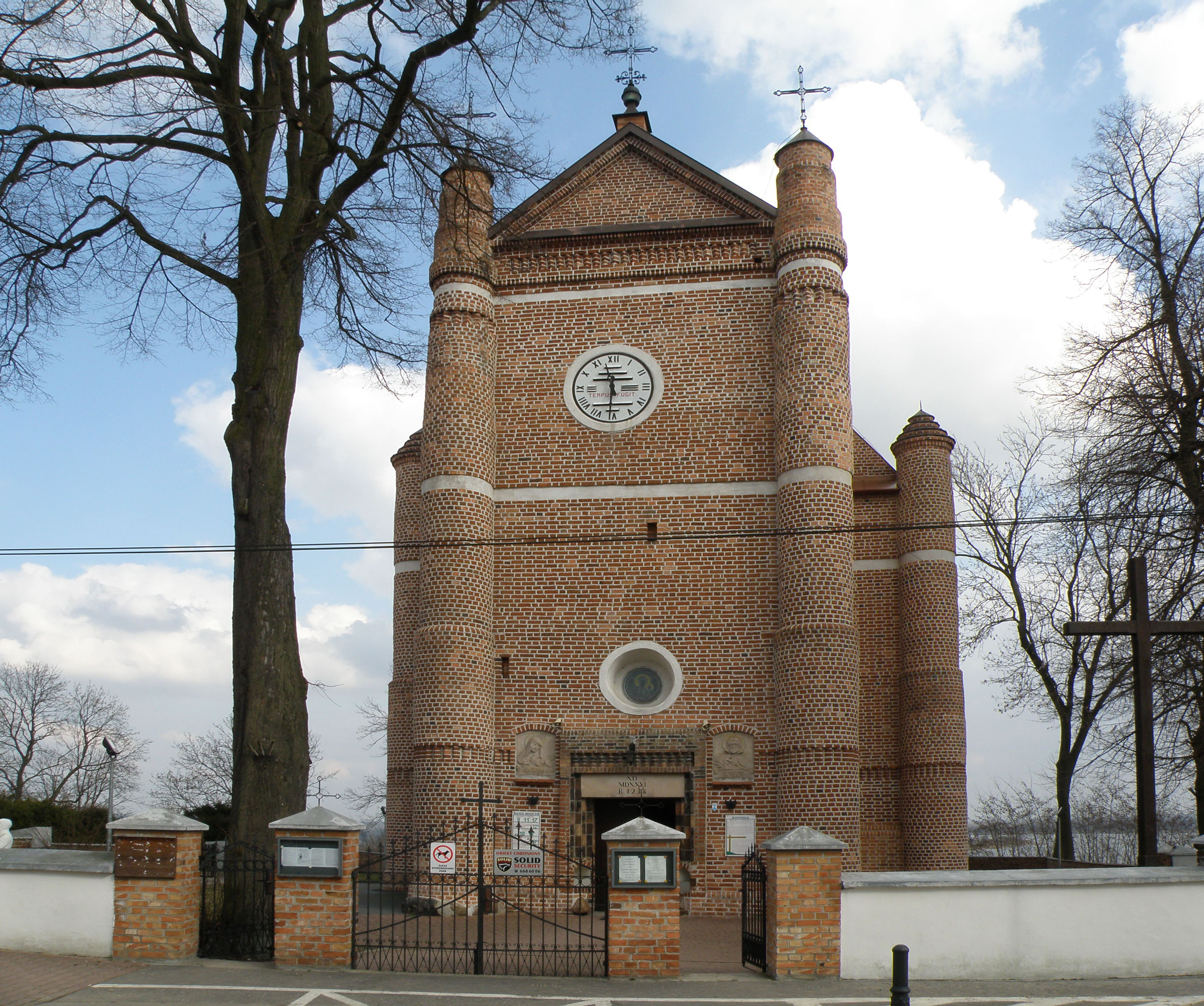
Kościół Zwiastowania Najświętszej Maryi Panny w Serocku

Murowany, jednonawowy kościół Zwiastowania Najświętszej Maryi Panny (dawniej św. Wojciecha) ufundowali książęta mazowieccy: Janusz III i Stanisław. Inicjatorem budowy był pleban serocki Wojciech Popielski z Popielżyna. Kościół powstał pomiędzy 1 ćw. XVI wieku a 1600 rokiem. W 3 ćw. XVIII wieku przebudowano okna. Restaurowany m.in. w latach 1934–1938.
Kościół posiada posadzkę umiejscowioną poniżej poziomu otoczenia, prosto zamknięte prezbiterium, dwie symetrycznie ulokowane zakrystie, trójprzęsłową nawę, emporę na piętrze oraz wieżę. Został zbudowany w wątku krzyżowym. Sklepienia nawy kolebkowe z lunetami z nałożoną gwiaździstą siatką żeber. W prezbiterium sklepienie krzyżowe z drutami krzyżowymi, bez jarzem. W prezbiterium dwa portale ostrołukowe oprofilowane kształtką ceglaną. Na skarpie wschodniej znajduje się napis I.H.1586.
Znajduje się w nim obraz Stanisława Witolda Bieniasa przedstawiający Bitwę Warszawską oraz oryginalne barokowe przedmioty takie jak:
- ołtarz główny, na którym przedstawione jest Zwiastowanie Najświętszej Marii Panny,
- rzeźby figuralne św. Wojciecha i św. Stanisława,
- ołtarz boczny św. Anny,
- ołtarz boczny św. Barbary,
- ambona,
- chrzcielnica.

W 1961 r. kościół wpisano do rejestru zabytków. 22 czerwca 2013 roku w kościele tym Robert Lewandowski ożenił się z Anną Stachurską.

## Sport
W Serocku, od 1953 roku działa klub piłki nożnej Sokół Serock, grający w V lidze.

## Miasta i gminy partnerskie
Miasta i gminy partnerskie:
- Celleno, Włochy
- Ignalina, Litwa
- Lanškroun, Czechy
- Dzierżoniów, Polska
- Radzionków, Polska
- Balatonalmádi, Węgry
- Opisznia, Ukraina
- Boczków Wielki, Ukraina
- Drjanowo, Bułgaria

## Galeria

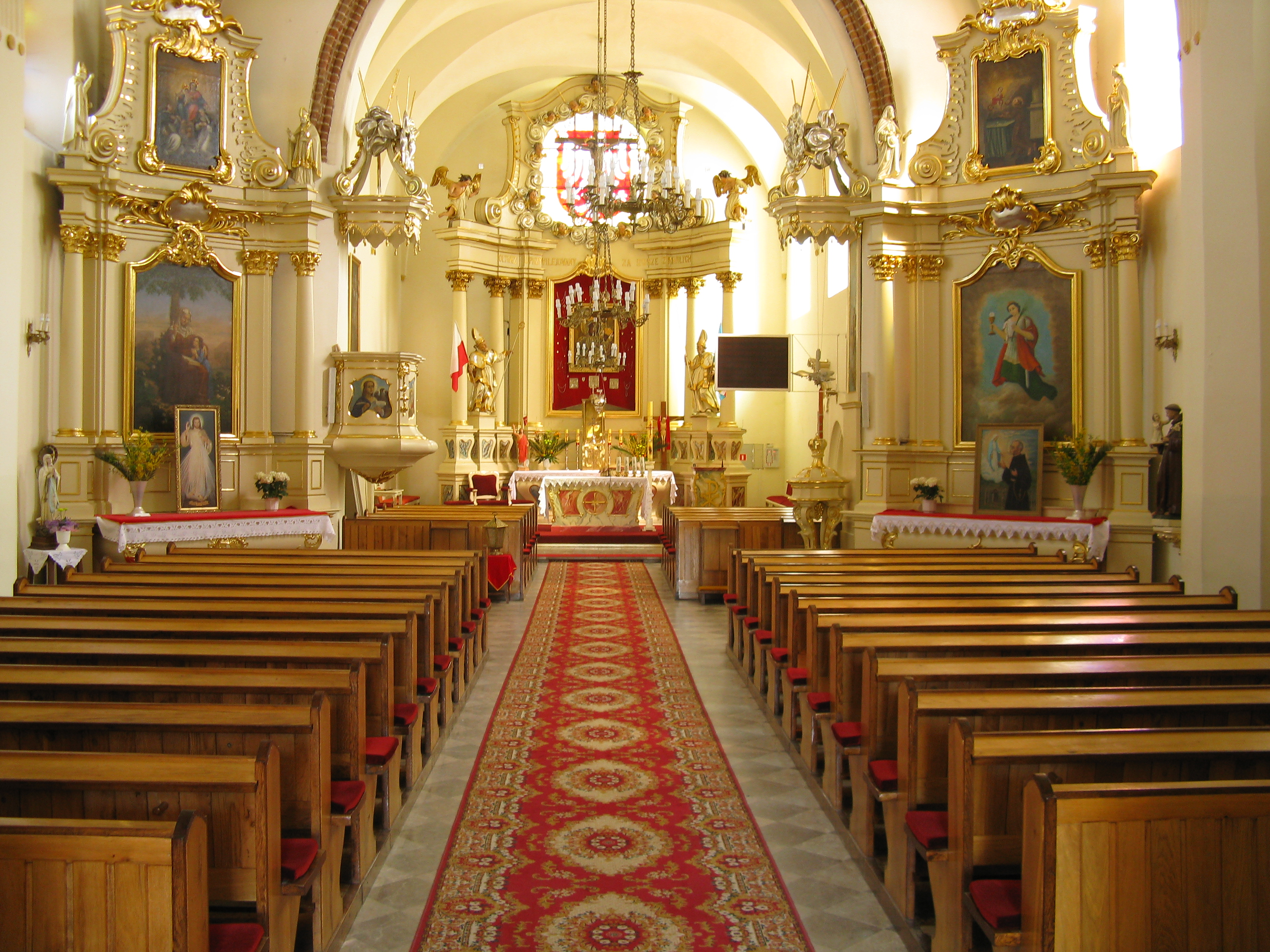
Wnętrze kościoła Zwiastowania NMP
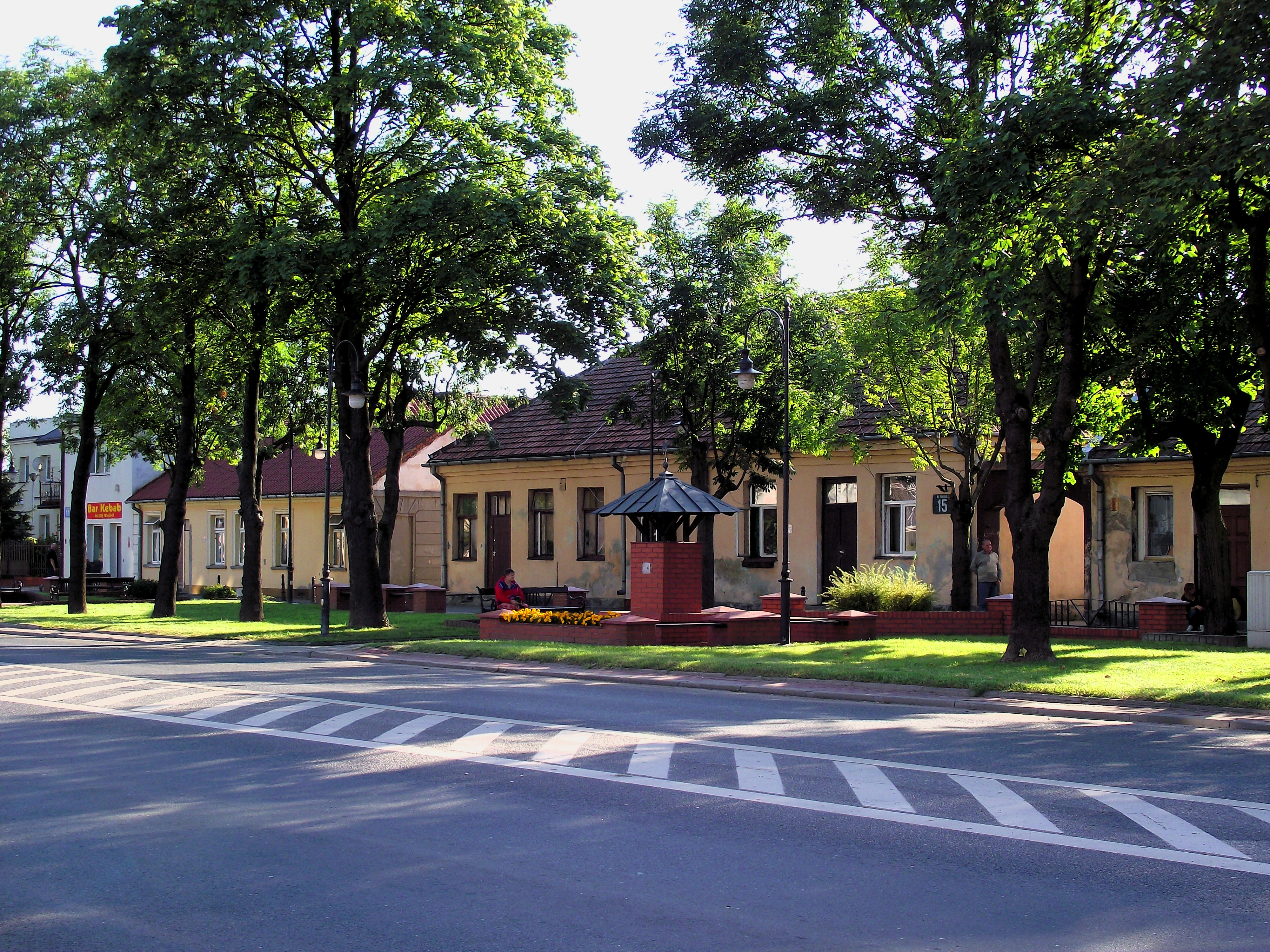
Budynki dawnego pocztowego zajazdu napoleońskiego, 1 poł. XIX w.
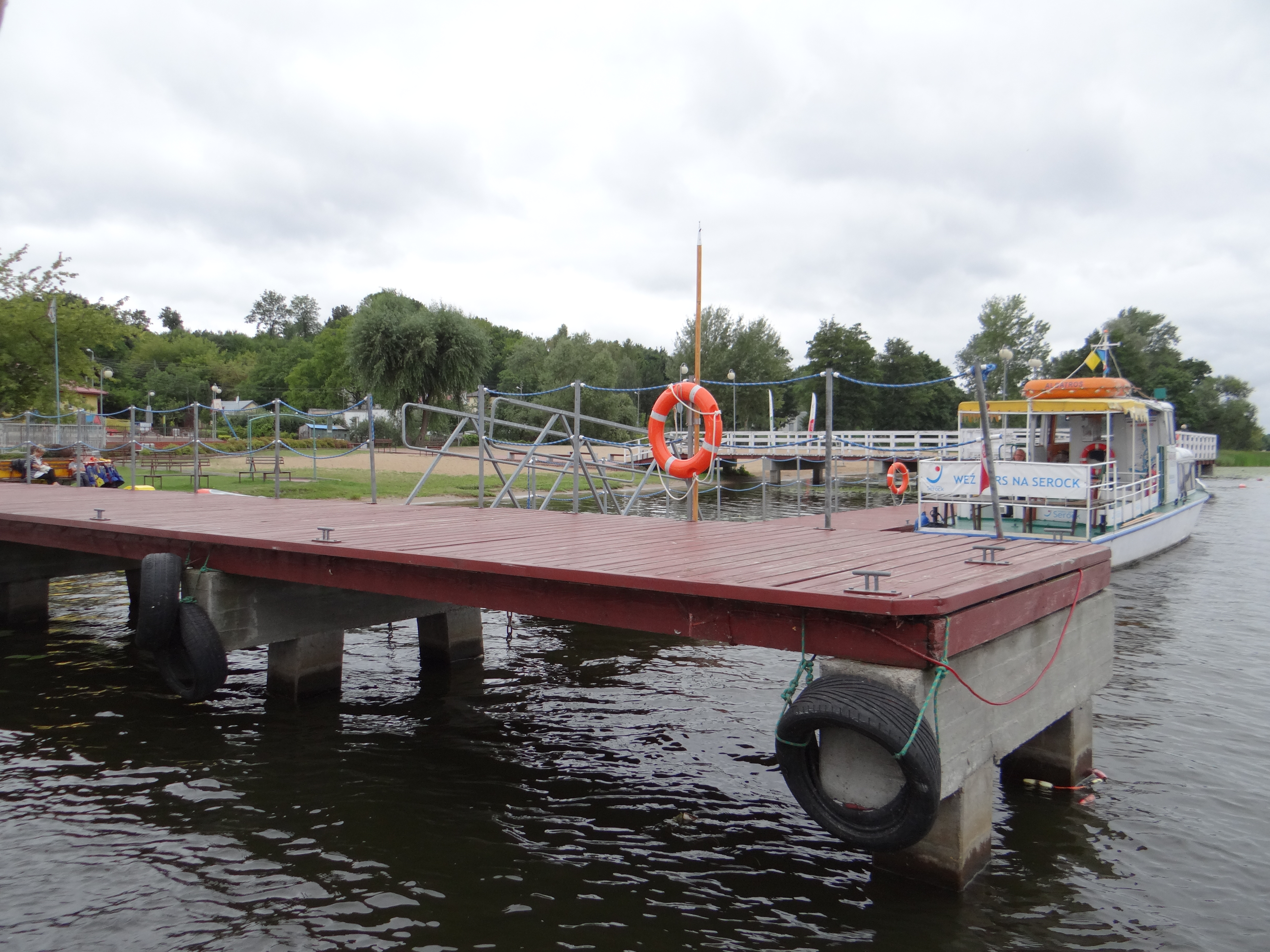
Przystań Serock
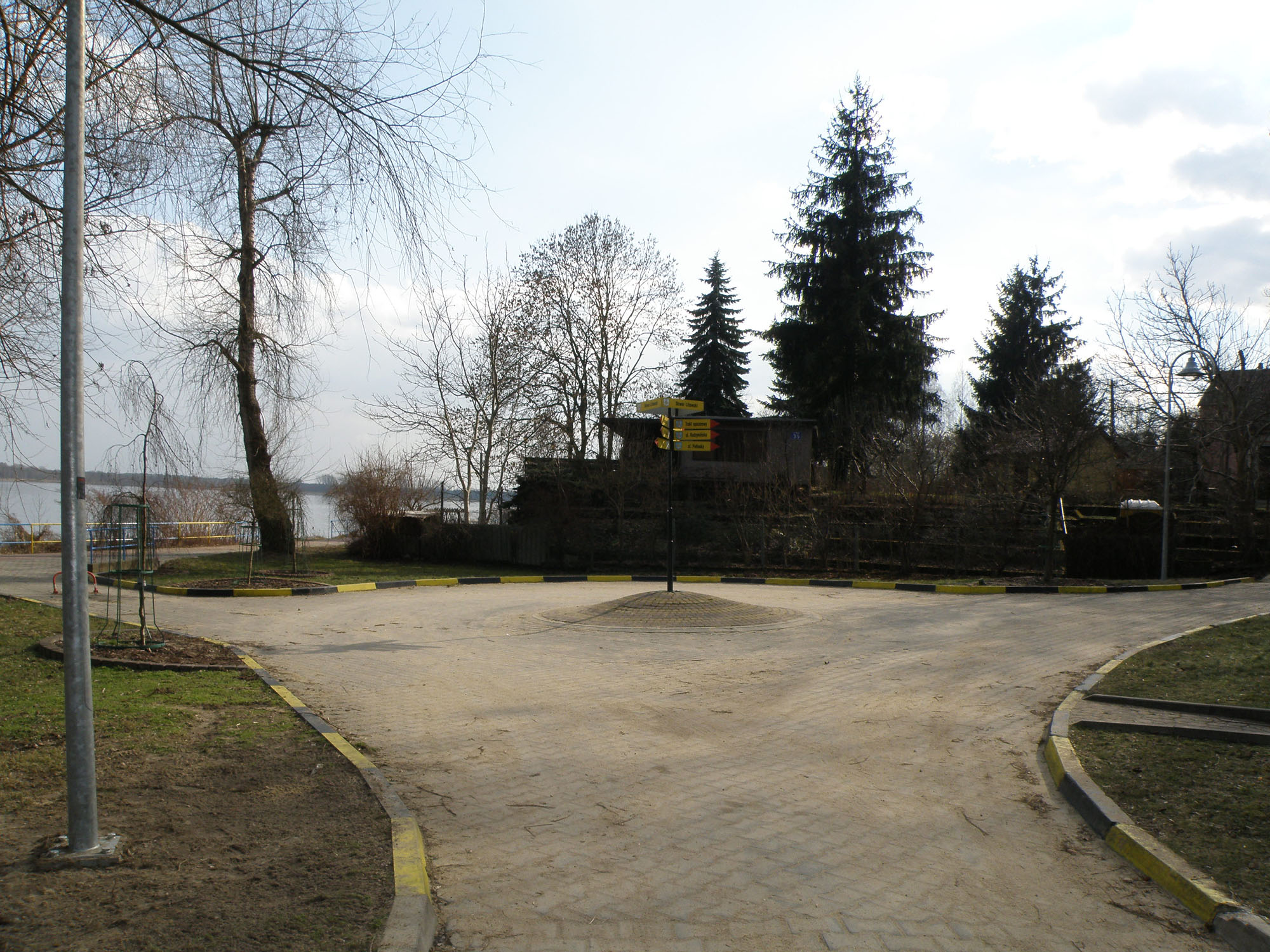
Skwer Litewski

## Burmistrzowie Serocka
- Sylwester Sokolnicki (1990-2018)
- Artur Borkowski (od 2018)